# Severofríština
Severofríština je západogermánský jazyk používaný zejména v Severním Frísku v Německu. Patří do skupiny tzv. fríských jazyků. Jazykem hovoří asi 10 tisíc rodilých mluvčích, a to převážně ve venkovských oblastech na pobřeží Severního moře jižně od hranice s Dánskem.
Jazyk je příbuzný s sater-fríštinou, používanou ve velmi malé části okresu Cloppenburg v Dolním Sasku, a také se západofríštinou používanou v severozápadním Nizozemsku. Všechny tyto jazyky jsou navíc příbuzné angličtině.
Severofríština má navzdory nízkému počtu mluvčích celkem 10 různých nářečí. Jazyk je nicméně považován za ohrožený; počet rodilých mluvčích setrvale klesá zejména proto, že je vytlačován častěji používanou němčinou. V okrese Severní Frísko a na ostrově Helgoland je jazyk uznán jako oficiální jazyk regionu.